# Karel Malina
Karel Malina (21. února 1931 Praha – 2. února 2015 Praha) byl český rozhlasový sportovní reportér.

## Život
Karel Malina se narodil v Praze, sám o sobě říkal, že pochází ze Žižkova. Jako chlapec se věnoval sportu, zejména fotbalu, volejbalu nebo stolnímu tenisu. Absolvoval obchodní školu a hned po maturitě nastoupil do zaměstnání v Československém rozhlase, kde pracoval nejprve jako stenotypista. Později začal vytvářet reportáže ze sportovních akcí a pracoval tak vedle reportérů Josefa Laufera nebo Otakara Procházky. U sportu v rozhlase zůstal i po vzniku sportovní redakce.
Po rozhlasových vlnách zprostředkovával posluchačům v Československu největší úspěchy sportovců v 60. letech včetně účasti fotbalistů v semifinále mistrovství světa 1962 v Chile (společně s Oskarem Manou) nebo zlatých olympijských medailí gymnastky Věry Čáslavské. Její sestavu na bradlech na olympijských hrách 1968 v Mexiku komentoval těmito emotivními slovy: „Věrka se dostává na horní žerď, kmih, nespadla, Ježíši Maria, přátelé. To bylo nádherné a stůj, stůj, výborně, zlato patří Československu.“
Vynikal sametovou barvou svého barytonu, pohotovostí i vysokou jazykovou úrovní, ke které ho dovedl v začátcích jeho zkušenější kolega Otakar Poláček. Ze svých zážitků napsal se spoluautory několik knih, zejména soubor rozhlasových reportáží Letadlo do Pisy obsazeno. Napsal také biografickou publikaci o Josefu Lauferovi.
Působil rovněž např. v Radě expertů, poradním orgánu ředitele Antidopingového výboru ČR.
Byl ženatý, měl dva syny – Karla, který byl sportovním redaktorem ČTK, a Jana, který hrál volejbal a je volejbalovým trenérem.

### Klub fair play
V 70. letech začal Karel Malina v pondělním pořadu Československého rozhlasu Studio mladých vysílat rubriku „Zlatá za neděli – fair play“. Ta se stala základem budoucích Cen fair play a Malina se stal i jedním ze zakladatelů Československého klubu fair play (nyní Český klub fair play při Českém olympijském výboru). Klub existoval od roku 1975, přičemž v roce 1978 byl formálně začleněn do struktury olympijského výboru. V roce 1998 byl Malina zvolen místopředsedou klubu. Členem klubu zůstal až do své smrti v roce 2015.

## Ocenění
V roce 2004 obdržel od Mezinárodního olympijského výboru cenu Sport and Media. V roce 2010 byl za propagaci olympijských myšlenek oceněn Cenou Oty Pavla, kterou uděluje Český olympijský výbor. O rok později ho Českomoravský fotbalový svaz vyznamenal Cenou Václava Jíry. Za rozvoj českého hnutí fair play se stal laureátem ceny Mezinárodního klubu fair play při UNESCO.

## Knižní dílo
- S mikrofonem na olympijských hrách (s Gabem Zelenayem; Praha, Orbis, 1969)
- U mikrofonu byli… (s Miloslavem Holmanem; Praha, Novinář, 1977)
- Letadlo z Pisy obsazeno (s Miloslavem Holmanem; Praha, Reportér, 1981)
- Co se nevešlo do mikrofonu (s Miloslavem Holmanem; Praha, Panorama, 1983)
- Rozhlasový reportér Josef Laufer (Praha, Novinář, 1985, edice Osobnosti české a slovenské žurnalistiky)
- S mikrofonem za zdravím (s Antonínem Pečenkou; Praha, Videonpress, 1985)
- Co jsme do mikrofonu neřekli (s Miloslavem Holmanem; Plzeň, Letokruhy, 1993)
- S mikrofonem za sportem (s Miloslavem Holmanem; Kladno, Delta, 1997)